# Devious Maids
Devious Maids je americký televizní seriál, který vysílala televizní stanice Lifetime. Tvůrcem seriálu je Marc Cherry. Mezi jeho producenty patří například herečka Eva Longoria. Seriál se vysílal od 23. června 2013 do 8. srpna 2016.
Mezi obsazení seriálu patří Ana Ortiz, která hraje hlavní postavu, dále Dania Ramirez, Roselyn Sánchez, Edy Ganem a Judy Reyes, které hrají služky a Susan Lucci, Rebecca Wisocky, Tom Irwin, Brianna Brown, Brett Cullen, Mariana Klaveno a Grant Show, kteří hrají další hlavní role.
Seriál byl původně rozvíjen stanicí ABC. Pilotní epizoda byla k zhlédnutí online 9. června 2013, před televizním debutem. Obdržela pozitivní kritiky. Poslední epizodu první série sledovala přes 3 miliony diváků.
13. srpna 2013 získal seriál druhou sérii, skládající se ze 13 epizod. Ta měla premiéru 20. dubna 2014. 26. září 2014 byla objednána 3. řada seriálu, která měla také 13 epizod. Premiéru měla 1. června 2015. První díl desetidílné čtvrté řady byl odvysílán 6. června 2016.

## Děj
Seriál sleduje život služek, které pracují pro jedny z nejmocnějších rodin v Beverly Hills v Kalifornii.

### 1. série
Seriál měl premiéru 23. června 2013. V pilotní epizodě je zabita služka Flora Hernandez neznámým pachatelem. Profesorka Marisol Suarez (Ana Ortiz) začíná vraždu vyšetřovat poté, co je její syn z vraždy obviněn. Rozhodne se předstírat, že je služka Marisol Duarte. Seriál sleduje život dalších čtyř služek: Rosie Falty z Mexika (Dania Ramirez), portorykánské zpěvačky Carmen Luny (Roselyn Sánchez), Zoily Diaz (Judy Reyes) a její dospívající dcery Valentiny (Edy Ganem). Tyhle služky pracují pro nejmocnější osoby Beverly Hills jako pro nestabilní Genevieve Delatour (Susan Lucci) a jejího syna Remiho, společenskou Evelyn a jejího muže Adriana Powella (Rebecca Wisocky a Tom Irwin), herečku Peri Westmore a jejího muže Spence Westmora (Mariana Klaveno a Grant Show. V první sérii také můžeme vidět svatbu Taylor a Michaela Stapporta (Brianna Brown a Brett Cullen, pro které slouží právě Marisol. Záhada "Kdo zabil Floru?" je objasněna ve 13. epizodě, kdy seriál končí.

### 2. série
Druhá série měla premiéru 20. dubna 2014. Seriál se soustředí na záhadný příběh Opal, nové služky (Joanna P. Adler). Druhá série také řeší problémy afroamerické rodiny, pro kterou pracuje Rosie. Zolia řeší problémy se svým manželem Pablem, zatímco její dcera Valentina se snaží držet dál od Remiho. Seznamuje se s Ethanem, který pracuje u Genevieve jako čistič bazénu. Adrian a Evelyn si najímají nového bodyguarda Tonyho, kvůli častým krádežím v jejich sousedství. Při jedné loupeži je smrtelně zraněn Alejandro, který měl pomoci Carmen stát se slavnou zpěvačkou.

## Obsazení

### Hlavní role

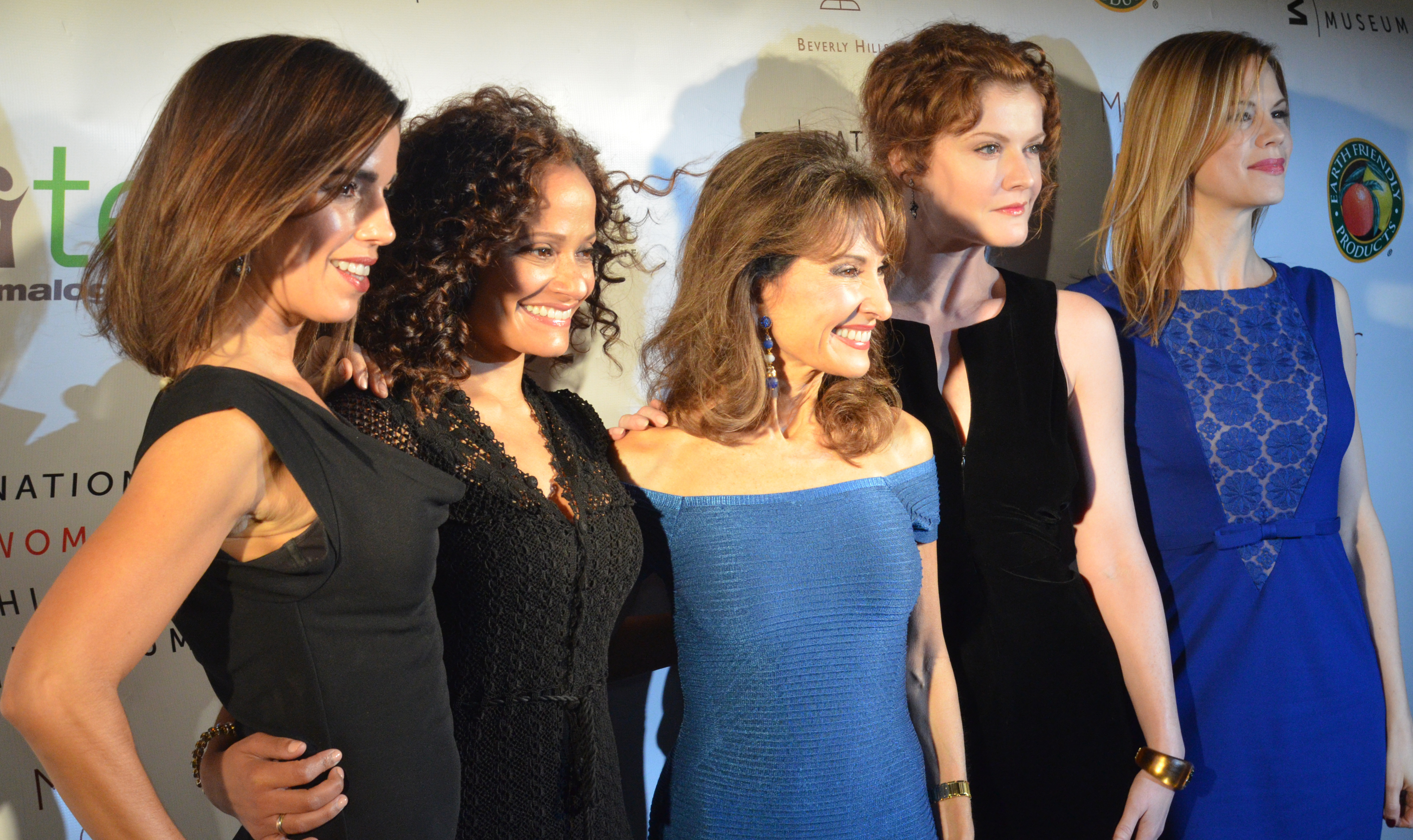
Obsazení seriálu v roce 2013

- Ana Ortiz jako Marisol Deering (Suarez/Duarte) (1.-4. série)
- Dania Ramirez jako Rosie Westmore (Falta) (1.-4. série)
- Roselyn Sánchez jako Carmen Luna (1.-4. série)
- Judy Reyes jako Zoila Diaz (1.-4. série)
- Edy Ganem jako Valentina Diaz (1.-4. série)
- Susan Lucci jako Genevieve Delatour (1.-4. série)
- Rebecca Wisocky jako Evelyn Powell (1.-4. série)
- Tom Irwin jako Adrian Powell (1.-4. série)
- Grant Show jako Spence Westmore (1.-4. série)
- Drew Van Acker jako Remi Delatour (1.-2. série)
- Mariana Klaveno jako Peri Westmore (1. série)
- Brianna Brown jako Taylor Stappord (1. a 3. série)
- Brett Cullen jako Michael Stappord (1. a 3. série)
- Wolé Parks jako Sam Alexander (1. série)
- Mark Deklin jako Nicholas Deering (2. série)
- Joanna P. Adler jako Opal Sinclair (2. série)
- Dominic Adams jako Tony Bishara (pravé jméno Amir Hassan) (2. série)
- Colin Woodell jako Ethan Sinclair (2. série)
- Gilles Marini jako Sebastien Dussault (3. série)
- Nathan Owens jako Jesse Morgan (4. série)
- Cristián de la Fuente jako Ernesto Falta (3. série)
- Sol Rodriguez jako Daniela Mercardo (4. série)

### Vedlejší role
- Matt Cedeño jako Alejandro Rubio
- Melinda Page Hamilton jako Odessa Burakov
- Alex Fernandez jako Pablo Diaz
- Paula Garcés jako Flora Hernandez
- Valerie Mahaffey jako Olivia Rice
- Maria Howell jako Ida Hayes
- Stephen Collins jako Phillipe Delatour
- Eddie Hassell jako Eddie Suarez
- Susie Abromeit jako Dahlia Deering
- Tricia O'Kelley jako Tanya Taseltof
- Tiffany Hines jako Didi Miller
- Kimberly Hebert Gregory jako Lucinda Miller
- Reggie Austin jako Reggie Miller
- Willie C. Carpetner jako Kenneth Miller
- Gideon Glick jako Ty McKay
- Ivan Hernandez jako Javier Mendoza
- June Squibb jako Velma Mudge
- Naya Rivera jako Blanca Alvarez
- James Denton jako Peter Hudson
- Eva Longoria jako ona

## Produkce

### Vývoj
Pilot vznikl na základě mexického seriálu llas son la Alegría del Hogar, který byl přeložen do angličtiny jako "Ony jsou radostí domova". Americká adaptace měla následovat čtyři služky a jejich ambice a sny, zatímco pracují pro bohaté a slavné rodiny z Beverly Hills. Televizní stanice ABC objednala pilotní díl 31. ledna 2012. 26. března herečka Eva Longoria oznámila, že se stane exkluzivní producentkou. Před seriálem pracovala s tvůrcem Devious Maids na seriálu Zoufalé manželky a byla najmuta, kvůli její perspektivě na latinské role. 14. května 2012 stanice ABC seriál nevybrala pro svoji sezony 2012-2013. Nicméně 22. června 2012 televizní stanice Lifetime seriál vybrala a přiobjednala dalších 13 epizod. V květnu 2012 se Roselyn Sánchez objevila v poslední epizodě seriálu Zoufalé manželky jako její postava Carmen Luna.

### Casting
Dania Ramirez byla první obsazenou herečkou do seriálu, a to 15. února. Ana Ortiz se k obsazení připojila 17. února. 23. února se připojily Roselyn Sánchez a Judy Reyes. Když byl obsazený Edy Ganem, seriál byl stále popisován, jako soustřeďující se na čtyři služebné (Ortiz, Reyes, Sanchez a Ramirez; Oritz postava byla později změněna na profesorku, která předstírá, že je služebná). Rebecca Wisocky se připojila 23. února. Další vedlejší role byly oznámené v březnu: Brianna Brown (6. března), Susan Lucci, Drew Van Acker a Brett Cullen (9. března), Mariana Klaveno a Grant Show (12. března) a Tom Irwin (16. března).
Když byla seriál vybrána stanicí Lifetime, Wolé Parks se připojila k obsazení v hlavní roli. Melinda Page Hamilton a Matt Cedeño se připojili ve vedlejších rolích. Valerie Mahaffey se jako cameo objevila v pilotní epizodě a později se vrátila jako vedlejší postava. Herci, kteří se objevili v seriálu Zoufalé manželky si v seriálu zahráli hostující role: Richard Burgi, Andrea Parker, Jolie Jenkins, Patrika Darbo, Dakin Matthews, Liz Torres.
Do druhé sérii byly přidány čtyři nové hlavní postavy. Wole Parks a Brett Cullen se do seriálu již nevrátili a Brianna Brown se objevila jako host. Joanna P. Adler byla obsazena do role nové záhadné služebné Opal. V prosinci 2013 se připojil Dominic Adams jako bodyguard Tony. Tirica OKelley získala vedlejší roli Tanye. Colin Woodell byl obsazený do role Ethana Sinclaira a Mark Deklin se objevil jako Nicholas Deering, Marisol nový přítel.
Pro třetí sérii byl na hlavní postavu povýšen Gilles Marini, který se objevil ve finále druhé série. Hvězda první série Brianna Brown se vrátí v hlavní roli. V únoru 2015 byl oznámeno, že herečka Naya Rivera se připojila k obsazení jako služebná Blanca, která slouží poněkuď ideální rodině, která skrývá svá tajemství. Později v měsíci se připojil herec Nathan Owens jako Jesse, který se vrátil z armády. Cristán de la Fuente byl obsazen do hlavní role, Rosieho muže, o kterém si všichni mysleli, že zemřel. Alec Mapa na svém twitteru uveřejnil, že se v seriálu objeví v roli Jerryho.

### Natáčení
Pilotní epizoda pro televizní stanici ABC se natáčela v Los Angeles. 21. března se začalo natáčet v Beverly Hills. Poté, co seriál vybrala stanice Lifetime se natáčení přesunulo do Atlanty v Georgii.